# Бушка
Бушка (рум. Bușca) — село у повіті Олт в Румунії. Входить до складу комуни Міхеєшть.
Село розташоване на відстані 109 км на захід від Бухареста, 49 км на південний схід від Слатіни, 82 км на схід від Крайови.

## Населення
За даними перепису населення 2002 року у селі проживали 914 осіб, усі — румуни. Усі жителі села рідною мовою назвали румунську.